# Тбіліський авіаційний завод
Тбіліський авіаційний завод (скорочення ТАМ; англ. Tbilisi Aircraft Manufacturing; також відомий як англ. JSC Tbilaviamsheni) — грузинська аерокосмічна корпорація, яка спеціалізується на виробництві та ремонті авіаційної техніки та також частково виробляє легке озброєння, бронетехніку та артилерійські системи. Входить до складу грузинського державного науково-дослідного центру Науково-технічний центр «Дельта».

## Історія

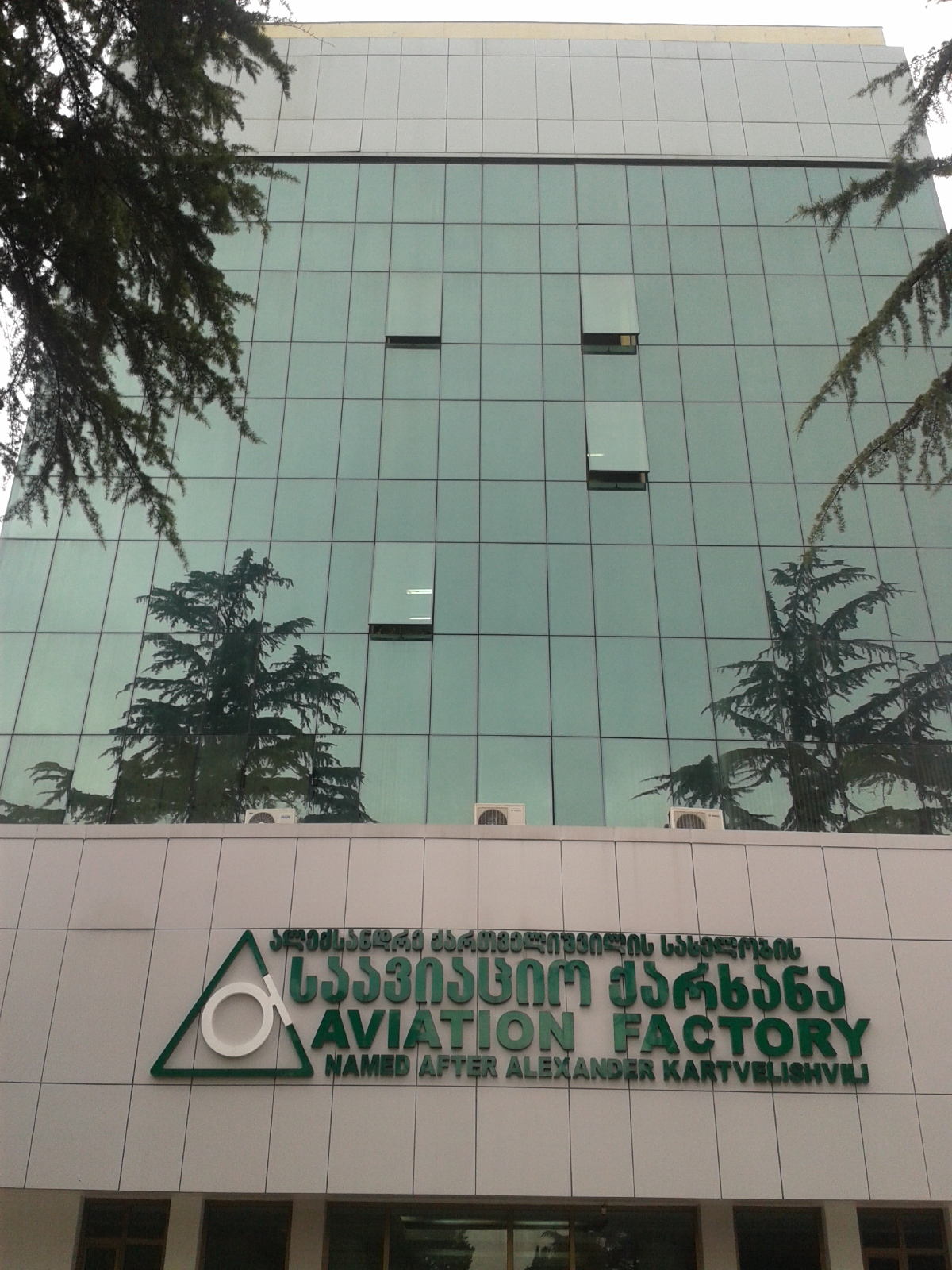
Будівля Тбіліського авіаційного заводу

Тбіліський авіаційний завод був створений 12 грудня 1941 року під час Другої світової війни на базі евакуйованих заводів з Таганрога та Севастополя. Незабаром після переїзду ТАМ запустив виробництво свого першого літака-винищувача ЛаГГ-3. Під час війни завод виготовив ряд винищувачів для радянської авіації, таких як ЛаГГ-3 і Як-3.
Су-25KM (Комерційний Модернізований) -  на прізвисько «Скорпіон», це оновлення Су-25. Було оголошено на початку 2001 року у Тбілісі, у партнерстві з Елбіт (Ізраїль). Прототип літака здійснив свій перший політ 18 квітня 2001 року у Тбілісі з розпізнавальними знаками грузинських ВПС.
Ці літаки використовують стандартний планер Су-25, з покращеною авіонікою, зокрема поліпшено скло кабіни, цифрові карти генератора, шолом-дисплей, комп'ютеризовані системи озброєнь. Вдосконалення стосуються підвищення точності навігаційної системи, сумісної зі стандартами НАТО. Було випущено кілька літаків для грузинських військово-повітряних сил під псевдонімом «Міміно» (Sparrowhawk).

## Продукція

### Літаки
- Су-25 - штурмовик - Ремонт і модернізація
- Су-25KM (Комерційний Модернізований)
- Мі-8 - Ремонт і модернізація
- Мі-24 - Ремонт і модернізація
- Tam Jet — (чотиримісний приватний літак)
- Elit Jet — (семимісний приватний літак)
- БЛА